# Телевидение в Новосибирске

## История
В 1956 году в Новосибирске началось строительство телецентра, который постоянно технически совершенствовался, расширяя диапазон телевизионных передач (в том числе из Москвы). Его металлическую башню, по предложению инженера С. Г. Третьякова, воздвигали монтажники треста «Стальмонтаж-3» при помощи самоподъёмного крана, управляемого с земли. Новый на тот момент метод монтажа впервые в СССР осуществила бригада верхолазов Д. С. Санькова. 180-метровая телебашня, ставшая с годами неотъемлемой частью силуэта города, была установлена к 20 мая 1957 года. На самой вершине золотилось сложное сооружение — антенна высотой 18 м. Радиус действия Новосибирского телецентра — 60 км. Но при ровном рельефе местности принимать телепередачи с ясным изображением и чистым звуком можно было и за 100 км.
10 июля 1957 года в 20:00 состоялась первая опытная передача Новосибирского телецентра.
7 августа того же года была показана первая программа местного телевидения. В квартирах горожан вспыхнули экраны технически ещё не совершенных и внешне довольно неуклюжих «КВН-49». О начале телевизионной эпохи в Новосибирске возвестила диктор Л. Т. Луцко. В этот день вместе с ней работали редактор Б. Ф. Иванников. ассистент режиссёра Н. К. Видякина, звукорежиссёр А. А. Чукавин, телеоператор М. М. Мазур, видеоинженер В. Г. Распутин, техник М. И. Чубукина. В первой программе были показаны документальные и художественные фильмы. Директором студии был Г. И. Казарновский.
Через год-полтора после первых передач сформировался творческий коллектив студии: В. Н. Гнедков, В. М. Гранат, М. Л. Ларкин, А. И. Литинская, Л. Л. Сикорук, Е. В. Стригун, Г. А. Целищева и др. Имена многих «телевизионщиков» стали широко известны в Новосибирске.
Спустя три года после создания телецентра появляется постановление ЦК КПСС «О дальнейшем развитии советского телевидения», где в числе первоочередных задач Госкомитету по радиовещанию и телевидения поручено создать при нескольких крупных телевизионных студиях страны подразделения «Телефильм». Так в центре Сибири появился «НовосибирскТелефильм». Начало истории новой студии было непростым. По сути, «Новосибирсктелефильм» зародился в небольшой киногруппе при студии телевидения. Острой была проблема кадров. Не хватало кинооператоров, режиссёров. Приглашали молодежь со всех концов страны, некоторые пришли с телевидения. Первым руководителем «НовосибирскТелефильма» стал А. В. Зельманов. В памяти всех, кто его знал, он остался прежде всего блестящим организатором. За всё он брался с заботой и энергией, будь то поиск талантливых кадров или строительство нового здания кинокомплекса, его техническое оснащение.
Дом на улице Римского-Корсакова год от году наполнялся всё более современной техникой. Разнообразнее становились программы. В 1959 году телецентр приобрёл первую передвижную телевизионную станцию — ПТС, что позволило накануне 1960 года впервые показать телезрителям спектакль непосредственно из театра. Это была «Оптимистическая трагедия» В. Вишневского в постановке «Красного факела».
В ноябре 1967 года в Бугринской роще обосновался поистине космический пришелец — «Орбита». И обладатели цветных телевизоров получили возможность посмотреть «в цвете» празднование Октября в Москве: и парад, и демонстрацию.
В 1975 году во дворе телецентра появилась новая ПТС с приставкой «ЦТ» и поэтическим названием «Лотос». «ЦТ» окрасило цветами радуги местные телепередачи. А к концу года было смонтировано стационарное цветное оборудование. И 31 декабря диктор Е. А. Батурина поздравила зрителей с наступающим Новым годом уже «в цвете».
До распада СССР в Новосибирске работало 3 телеканала: «Первая программа Центрального телевидения» (2-й канал), «Вторая программа Центрального телевидения» (8-й канал вместе с передачами Новосибирской студии телевидения) и «Третья программа» (4-й канал, передачи Новосибирской студии телевидения с 18:00). Схема вещания была следующей: в то время, как на второй программе выходили новосибирские телепередачи, телетрансляция второй программы из Москвы переносилась на третью. Она вещала только вечером, кроме субботы, изначально на 3 канале.
В 1990 году по субботам по третьей программе, стал выходить Канал С, который первым в Новосибирске начал показывать зарубежные фильмы. В 1991 году было решено увеличить мощность передатчика третьей программы с 1 до 5 кВт, в связи с чем, вещание было переведено на 4-й канал, а на 3-м канале — прекращено до 2000 года.
1 августа 1991 года начала вещание телевизионная станция «Мир» — первая новосибирская негосударственная телекомпания.
В 1992 году Новосибирская студия телевидения была объединена с Новосибирским радио в Государственную телевизионную и радиовещательную компанию «Новосибирск», которая в 1999 году вошла в состав «Всероссийской государственной телевизионной и радиовещательной компании» в качестве филиала.
В середине 90-х годов началось освоение дециметрового диапазона. Первой ласточкой стал 28-й канал, где ретранслировались передачи телекомпании «Петербург — 5 канал» (с 1 ноября 1997 года вместо него стал вещать телеканал «Культура»).
10 августа 2012 года в 11.55 в Новосибирске на 29 ТВК запущено в тестовом режиме цифровое телевидение — так называемый «первый мультиплекс»: десять федеральных каналов.
В декабре 2013 года был запущен «второй мультиплекс» на 24 ТВК.
С 2016 года на федеральных телеканалах в «первом мультиплексе» начинают появляться вставки региональных каналов, первыми появились такие вставки на телеканале "Россия-1" в виде новостей ГТРК Новосибирск.
С 3 июня 2019 года большинство аналоговых эфирных телеканалов в Новосибирске и области было отключено.
По состоянию на 1 июня 2025 года в Новосибирске продолжают вещание в аналоговом формате 2 телеканала.

## Телецентры
Подавляющее большинство телеканалов вещают с радиотелепередающей станции (РТПС) «Новосибирск» Сибирского регионального центра ФГУП «Российская телевизионная и радиовещательная сеть» (РТРС), расположенной по адресу ул. Римского-Корсакова, д. 9/1.
Телеканалы «РЕН ТВ» и «Домашний-Новосибирск» вещали с вышки ОАО «Алтай» — оператора транкинговой связи (ул. Выставочная, 15/1).
Телеканал «СТС-Мир» вещал с вышки, использовавшейся во времена СССР органами КГБ для подавления сигнала радиостанции «Голос Америки», радио «Свобода» и других. Примерная высота — 100 м. Была расположена по адресу: ул. Горская, 16. Снос вышки был произведен в 2024 году в рамках проекта комплексного развития территории.
В отдельных местах на телеканалах, вещающих не с РТРС, из-за особенностей распространения сигнала и ориентировки антенн наблюдается отражёнка.
Передающая антенна телеканала «РБК-Новосибирск» (21 канал) была установлена на крыше гостиницы «Октябрьская» (Красный пр., 42а). Примерная высота — 53 м. Качественный охват левого берега и качество покрытия на левом берегу в связи с этим оставляют желать лучшего.

## Частотный план Новосибирска

### Аналоговое телевидение
По состоянию на июнь 2025 года в Новосибирске вещает 2 аналоговых эфирных телеканала (оба дециметрового диапазона), оба канала федерального вещания (на некоторых присутствует местная реклама).
| ТВК | Частота МГц | Название | дата запуска частоты | Предыдущие вещатели / сетевые партнёры                                            |
| --- | ----------- | -------- | -------------------- | --------------------------------------------------------------------------------- |
| 25  | 503         | Суббота! | 2 октября 1995       | 2Х2+Юни-канал → ТВ Центр+Юни-канал → MTV-Россия+Юни-канал → MTV-Россия → Пятница! |
| 51  | 711         | Ю        | 10 мая 1999          | Муз ТВ                                                                            |

### Цифровое эфирное телевидение
- Программы городского телеканала Студия «ОТС» Транслируются только в кабельных сетях компании ООО"Сибирские Сети" на канале совместно с программами ТК «ОТС» начал свое  аналоговое вещание в Новосибирске с 29 ноября 2019 года по 31 декабря 2021, ОТС показывает на канале ОТР с 6:00 до 9:00, и с 17:00 до 19:00.с 1 января 2022 только на платном тв, в кабельных сетях на 21-м канале, на собственном сайте и в бесплатных ТВ-приложениях.

Эфирные цифровые мультиплексы включают в себя:
- Пакет радиоканалов: «Вести FM», «Радио Маяк», «Радио России / Новосибирская ГТРК».
- Пакет телеканалов РТРС-1 (29 ТВК, частота 538 МГц), включает: «Первый Канал», «Россия 1 / Новосибирская ГТРК», «Матч-ТВ», «НТВ», «Пятый Канал», «Россия К», «Россия 24 / Новосибирская ГТРК», «Карусель», «ОТР» / «ОТС — Новосибирск», «ТВЦ».
- Пакет телеканалов РТРС-2 (24 ТВК, частота 498 МГц), включает: «РЕН ТВ», «СПАС», «СТС», «Домашний», «ТВ3», «Пятница!», «Звезда», «Мир», «ТНТ», «МУЗ-ТВ».
- Избранные программы обязательного общедоступного регионального телеканала («21-я кнопка») «ОТС — Новосибирск».

## Телеканалы Новосибирска
В 2000-е годы новосибирское телевидение пришло в упадок: в 2005 году были закрыты два негосударственных телеканала НТН-4 и НТН-12, телекомпании стали заключать договоры с московскими телеканалами на ретрансляцию их сигнала с небольшими местными вставками и рекламой. Значительно сократилось время собственного вещания ГТРК «Новосибирск» после включения её в состав ФГУП «ВГТРК». На 2019 год в Новосибирске только три телеканала (ОТС, НСК 49 и НТН-24) вещают самостоятельно (ОТС ретранслируется также и по всей Новосибирской области. Для этого используется также спутник "Экспресс АТ-1" 56E).

### Каналы, доступные в аналоговом формате
| Название телеканала        | Частота | Формат вещания | Сетевой партнёр / Сетка вещания                                                       | Начало вещания  | Конец вещания                        | Причина закрытия |
| -------------------------- | ------- | -------------- | ------------------------------------------------------------------------------------- | --------------- | ------------------------------------ | --- |
| ГТРК «Новосибирск»         | 3 ТВК   | 16:9 (SDTV)    | Россия-1 (только в цифровом вещании), Россия-24 / собственные информационные передачи | 1957            | -                                    | - |
| Канал-С (Сибирь)           | 3 ТВК   | 4:3 (SDTV)     | собственные передачи, зарубежные фильмы                                               | 1990            | 1992                                 | Кража компьютеров из офиса |
| НТН-4                      | 4 ТВК   | 4:3 (SDTV)     | ТВ3 / собственные передачи                                                            | 28 марта 1992   | 21 марта 2005                        | Аннулирование лицензии на вещание                                                                                              |
| Регион-ТВ                  | 4 ТВК   | 16:9 (SDTV)    | ТВ3 / передачи ТК «НТН-24»                                                            | 20 ноября 1995  | март 2020                            | - |
| NTSC                       | 6 ТВК   | 4:3 (SDTV)     | ТНТ / программа «Неизвестная Сибирь»                                                  | 21 августа 1995 | начало 2010                          | Покупка телекомпании сетевым партнёром — каналом «ТНТ», снятие с эфира всех местных программ                                   |
| Телерегион                 | 8 ТВК   | 4:3 (SDTV)     | собственные передачи и худ. фильмы                                                    | 1997            | 2000                                 | |
| Телестанция Мир - 10 канал | 10 ТВК  | 16:9 (SDTV)    | СТС (до 2021). Собственные передачи                                                   | 1 августа 1991  | 31 декабря 2021                      | Решение собственников владельца лицензии, среди которых и АО «СТС»                                                             |
| НТН-12                     | 12 ТВК  | 4:3 (SDTV)     | СТС / собственные передачи                                                            | 4 октября 1993  | 21 марта 2005                        | Аннулирование лицензии на вещание                                                                                              |
| РБК-Новосибирск            | 21 ТВК  | 16:9 (SDTV)    | РБК / собственные передачи                                                            | 1 июля 1996     | 31 марта 2024 (аналоговое вещание)   | - |
| РЕН ТВ-Новосибирск         | 23 ТВК  | 4:3 (SDTV)     | РЕН ТВ / местные новости                                                              | 26 июня 1999    | 31 декабря 2015                      | Закрытие региональных отделений «РЕН ТВ»                                                                                       |
| Юни-канал                  | 25 ТВК  | 4:3 (SDTV)     | MTV / собственные передачи                                                            | 9 сентября 1996 | 1 января 2009                        | Закрытие новосибирской редакции «MTV» в связи с покупкой канала холдингом «ПрофМедиа-ТВ»                                       |
| ОТС                        | 31 ТВК  | 16:9 (HDTV)    | собственные передачи и закупочный контент                                             | 1997            | 31 декабря 2021 (аналоговое вещание) | - |
| Новосибирск+               | 36 ТВК  | 4:3 (SDTV)     | ТВЦ / собственные передачи                                                            | 4 марта 2005    | 24 марта 2007                        | Прекращение оказания мэрией города субсидирования телеканала; решение руководства «ТВЦ» о снятии региональных программ с эфира |
| Домашний-Новосибирск (АРС) | 38 ТВК  | 16:9 (SDTV)    | Домашний / передачи МКУ ИА «Новосибирск»                                              | 23 ноября 1998  | 1 января 2020                        | |
| НСК 49                     | 49 ТВК  | 16:9 (HDTV)    | собственные передачи и закупочный контент                                             | 25 мая 1998     | 31 августа 2023 (аналоговое вещание) | - |

### Кабельные каналы
| Название телеканала          | Сетка вещания                                                | Формат вещания    | Начало вещания | Конец вещания        |
| ---------------------------- | ------------------------------------------------------------ | ----------------- | --- | -------------------- |
| 8 канал (Новосибирск)        | собственные передачи, передачи 8 канала и закупочный контент | 16:9 (SDTV)       | 2014 | -                    |
| НТН-24                       | собственные передачи и закупочный контент                    | 16:9 (SDTV)       | зима 2019 | 1 апреля 2021 года   |
| Новосибирские новости        | собственные передачи                                         | 16:9 (HDTV, SDTV) | 2011 | -                    |
| ОТС                          | собственные передачи и закупочный контент                    | 16:9 (SDTV)       | с 1 января 2022 только на платном тв, в кабельных сетях на 21-м канале, на собственном сайте и в бесплатных ТВ-приложениях | -                    |
| Телестанция «МИР» — 10 канал | собственные передачи и закупочный контент                    | 16:9 (SDTV)       | 1 июня 2021 года | 31 декабря 2021 года |
| НСК 49                       | собственные передачи и закупочный контент                    | 16:9 (HDTV)       | с 19 августа 2023 только на платном тв                                                                                     | -                    |

Кроме того, ГТРК «Новосибирск» запустила в 2020 году телеканал «Сибирь-24» с круглосуточным вещанием фильмов и программ из архива ГТРК «Новосибирск» и Западно-Сибирской киностудии. https://www.nsktv.ru/onair/sibir_24